# Oligosoma alani
Oligosoma alani — вид сцинкоподібних ящірок родини сцинкових (Scincidae). Ендемік Нової Зеландії.

## Поширення і екологія
Ophiomorus alani мешкають на шести невеликих островах, розташованих біля північного узбережжя Північного острова Нової Зеландії, зокрема на островах Мокохінау і Мерк'юрі. Вони живуть в лісах і чагарниках, серед повалених дерев, під камінням і в норах морських птахів. Живляться дрібними безхребетними. Яйцеживородні.

## Збереження
МСОП класифікує цей вид як вразливий. Oligosoma alani загрожує хижацтво з боку інтродукованих тварин.